# Myrioblephara minima
Myrioblephara minima là một loài bướm đêm trong họ Geometridae.